# شهباز ملوکی
شهباز ملوکی یا شهباز حلماهران (نام علمی: Accipiter henicogrammus) گونه‌ای از پرندگان شکاری از تیرهٔ بازان (Accipitridae) و بومی هالماهرا در اندونزی است. زیستگاه‌های طبیعی آن جنگل‌های جلگه‌ای نمناک نیمه‌گرمسیری یا گرمسیری و جنگل‌های کوهستانی نمناک نیمه‌گرمسیری یا گرمسیری است.